# Ozan
Ozan – miejscowość i gmina we Francji, w regionie Owernia-Rodan-Alpy, w departamencie Ain.

## Demografia
Według danych na styczeń 2012 roku gminę zamieszkiwało 659 osób, a gęstość zaludnienia wynosiła 99,4 osób/km².